# Down with Love – Zum Teufel mit der Liebe!
Down with Love – Zum Teufel mit der Liebe! (Originaltitel: Down with Love) ist eine Liebeskomödie des Regisseurs Peyton Reed aus dem Jahr 2003 mit Renée Zellweger und Ewan McGregor in den Hauptrollen.

## Handlung
Der Ort der Handlung ist New York im Jahr 1962. Dorthin kommt aus dem ländlichen Maine die junge Autorin Barbara Novak, um ihr Buch „Down With Love“ zu veröffentlichen. Darin vertritt sie die These, dass Frauen nur unabhängig werden können, wenn sie sich die Liebe abgewöhnen. Doch die konservativen Herren des Verlagsvorstandes von „Banner House“ weigern sich, dieses Buch zu veröffentlichen. Darum treten Barbara und ihre Lektorin Vikki den Kampf für „Down With Love“ an. Dies tun sie so erfolgreich, dass sich die New Yorker Frauen über dieses Buch als Medium solidarisieren und sich von der Herrschaft ihrer Ehemänner lossagen. Selbst die Herren aus dem Vorstand des Verlages sind davor nicht gefeit. Schließlich tritt „Down With Love“ einen weltweiten Siegeszug an.
Der Journalist und unumstrittene Frauenheld Catcher Block – „Frauenschwarm, Männerschwarm, Schwarm der ganzen Stadt“ – will sich den Erfolg eines Buches nicht bieten lassen, das seiner Lebensweise völlig entgegensteht, und holt zum Gegenschlag aus. Als schüchterner Astronaut Zip getarnt, will er sich an Barbara heranpirschen, um zu beweisen, dass auch sie anfällig für die Liebe ist, und somit Barbaras Thesen zu widerlegen. Er glaubt, sich mit dieser List erneut als brillanter Journalist erweisen zu können und hofft, auf diesem Wege einen weiteren Pulitzer-Preis zu gewinnen. Sein Erfolg bei Barbara scheint ihm sogar Recht zu geben, denn so sehr sie sich auch gegen Catchers Avancen wehrt, bleibt eine romantische Verwicklung nicht aus.
Letztendlich stellt sich jedoch heraus, dass auch Barbara Novak ein doppeltes Spiel spielte. In Wahrheit ist sie Nancy Brown, die ein Jahr zuvor für dreieinhalb Wochen Catchers Sekretärin war und von ihm bei mehreren Dates versetzt wurde. Sie hatte ihr Buch nur geschrieben, um Catcher dazu zu bewegen, sich durch seine eigenen Bemühungen in sie zu verlieben. Inzwischen wurde ihr aber bewusst, dass sie im Laufe der Zeit zu der Frau geworden ist, die sie eigentlich nur gespielt hat, und gründet ihren eigenen Verlag. Erst nach einigem Bemühen finden sie und Catcher doch noch zueinander und heiraten.

## Hintergrund
Der Film wurde komplett im Stil der erfolgreichen 1960er-Jahre Filme mit Doris Day und Rock Hudson (im Besonderen Bettgeflüster und Ein Pyjama für Zwei) inszeniert und kann als Hommage an diese Filmreihe angesehen werden. Er imitiere „mit liebevoller Präzision und überzeichnet mit boshafter Lust die Doris Day/Rock Hudson-Komödienvehikel der 60er-Jahre“, schreibt beispielsweise Catherine Newmark für die Berliner Zeitung.
Die Handlung orientiert sich an klassischen Elementen dieser Filme, die komplett übernommen, karikiert und auf die Spitze getrieben werden:
- Die weibliche Hauptrolle (Day/Zellweger) verliebt sich in den Frauenschwarm (Hudson/McGregor).
- Eigentlich können sich beide nicht leiden.
- Er spielt ihr den arglosen und netten Burschen vor, um ihr Herz zu gewinnen.
- Der neurotische Freund (Randall/Hyde Pierce) der männlichen Hauptrolle versucht sich ebenfalls zu behaupten.

Besonders hervorzuheben sind die Ausstattungen der jeweiligen Wohneinheiten, die mit ihrem Pomp, ihrer technischen Ausstattung und ihrer Größe selbst für heutige Verhältnisse äußerst luxuriös wirken. Ebenso die Kleidungsstücke, die einen Großteil dazu beitragen, die naive Stimmung und die gesellschaftliche Entwicklung der frühen 1960er einzufangen.
Tony Randall, immer als Dritter im Bunde Day/Hudson, tritt zusätzlich in einer Nebenrolle auf.

## Kritik
„Eine mit Bonbonfarben und übertriebenem Ambiente den 1960er-Jahren huldigende romantische Komödie, die mit platter Ikonografie und misslungenem Timing weder den Charme noch die Komik der angestrebten Screwball-Komödien erreicht.“

„Sowohl Ewan McGregor als auch Renée Zellweger liefern in dieser netten und unterhaltsamen Komödie eine tolle Leistung ab. Vor allem der überzogene 60ies Style gibt dem Film ein eigenes, schön anzusehendes, Flair.“

„‚Down with Love‘ ist eine wunderbare Hommage an das goldene Zeitalter der klassischen Doris-Day-Rock-Hudson-Komödie: Im Technicolor-Retro-Look der „post-modernen“ Comedy der sechziger Jahre inszenierte Peyton Reed („Girls United“) Reneé Zellweger und Ewan McGregor als neues ungleiches Traumpaar der Gegenwart […]“

## Auszeichnungen
Die Deutsche Film- und Medienbewertung FBW verlieh dem Film das Prädikat besonders wertvoll.
Der Film wurde für den Online Film Critics Society Award in zwei Kategorien nominiert.